# John Wakeham
John Wakeham, Baron Wakeham van Maldon (Shackleford, Engeland, 22 juni 1932) is een Brits politicus van de Conservative Party.
Wakeham was tussen 1981 en 1994 bewindspersoon in de kabinetten Thatcher III, Major I en II. Hij was assistant-secretaris voor Financiën in 1981, staatssecretaris voor Economische Zaken van 1981 tot 1982, staatssecretaris voor Handel van 1982 tot 1983, ondersecretaris voor Financiën en Whip in het Lagerhuis van 1983 tot 1987, Leader of the House of Commons en Lord Privy Seal van 1987 tot 1989, Lord President of the Council van 1988 tot 1989, Minister van Energie van 1989 tot 1992 en Leader of the House of Lords en nogmaals Lord Privy Seal van 1992 tot 1994.
Wakeham raakte zwaargewond tijdens de Bomaanslag in Brighton op 12 oktober 1984, zijn vrouw overleefde de aanslag niet en kwam om het leven. Op 24 april 1992 werd Wakeham benoemd als baron Wakeham van Maldon en werd lid van het Hogerhuis.
- Library of Congress Control Number: nr00034977
- Virtual International Authority File: 14611413
- WorldCat: E39PBJhMr7J3g3FmmqfDg6pXVC